# The Eighth Mountain
The Eighth Mountain é o décimo segundo álbum de estúdio da banda italiana de power metal sinfônico Rhapsody of Fire, é o primeiro trabalho de músicas inéditas com os novos músicos. Também é o começo da nova saga intitulada "The Nephilim's Empire Saga", a primeira a ser contada sem Luca Turilli. O álbum foi lançado no dia 22 de fevereiro de 2019 pela AFM Records. Em 30 de novembro de 2018 a banda lança o primeiro single "The Legend Goes On" disponível para streaming e download digital via AFM Records. No dia 11 de Janeiro de 2019 a banda lança mais um single "Rain Of Fury" disponível para streaming e download digital via AFM Records, um videoclipe também foi feito para a música. No dia 15 de fevereiro de 2019 lançam mais um single "Master of Peace" disponível para streaming e download digital via AFM Records.

## Lista de Faixas
Todas as letras escritas por Giacomo Voli, todas as músicas compostas por Alex Staropoli, Giacomo Voli e Roberto De Micheli.
| N.º            | Título                            | Duração |  |
| 1.             | "Abyss of Pain"                   | 0:48    |  |
| 2.             | "Seven Heroic Deeds"              | 4:47    |  |
| 3.             | "Master of Peace"                 | 5:31    |  |
| 4.             | "Rain of Fury"                    | 4:09    |  |
| 5.             | "White Wizard"                    | 4:56    |  |
| 6.             | "Warrior Heart"                   | 4:29    |  |
| 7.             | "The Courage to Forgive"          | 4:54    |  |
| 8.             | "March Against the Tyrant"        | 9:22    |  |
| 9.             | "Clash of Times"                  | 4:41    |  |
| 10.            | "The Legend Goes On"              | 4:33    |  |
| 11.            | "The Wind, The Rain and the Moon" | 5:22    |  |
| 12.            | "Tales of a Hero's Fate"          | 10:47   |  |
| Duração total: | Duração total:                    | 1:04:19 |  |

| Edição Japonesa |                                                |         |  |
| N.º             | Título                                         | Duração |  |
| 13.             | "Rain of Fury – Versão japonesa" (Faixa bônus) | 4:09    |  |
| Duração total:  | Duração total:                                 | 1:08:40 |  |

## Conceito
A narração póstuma do falecido Christopher Lee no final do álbum explica o conceito:

"Em eras passadas, o Império Nefilim governou a terra, mas eles caíram em desgraça. Uma vez sendo seus escravos, a humanidade se levantou e derrotou seus deuses. Os Nefilins foram expurgados da terra e banidos para as trevas. Por séculos eles observaram e esperaram. O Império Nefilim um dia se levantaria novamente. E quando eles ressuscitaram das cinzas, eles formaram uma aliança com uma raça altamente evoluída, conhecida como "Os Konstrukts". Juntos, eles eliminaram todos os últimos remanescentes do DNA "Homo sapiens". Apesar do genocídio, o sonho da humanidade se levantaria novamente. O tempo flui como um rio, mas há muitos riachos. O fim da carne está vindo antes de mim, pois o Império está cheio de violência e ódio. Eis que eu vou destruir o Império e todos dentro dele. Eu me tornei a morte, o destruidor de mundos!"

## Integrantes
- Giacomo Voli - vocal
- Alex Staropoli - teclado
- Roberto De Micheli - guitarra
- Manu Lotter - bateria
- Alessandro Sala - baixo

## Paradas
| Parada (2021)                         | Colocação mais alta |
| ------------------------------------- | ------------------- |
| Bélgica (Ultratop Valônia)            | 148                 |
| França (SNEP)                         | 185                 |
| Alemanha (Offizielle Deutsche Charts) | 22                  |
| Itália (FIMI)                         | 88                  |
| Suíça (Schweizer Hitparade)           | 25                  |